# Vitkovac, Kraljevo
Vitkovac (izvirno srbsko Витковац) je naselje v Srbiji, ki upravno spada pod Občino Kraljevo; slednja pa je del Raškega upravnega okraja.

## Demografija
V naselju živi 698 polnoletnih prebivalcev, pri čemer je njihova povprečna starost 45,7 let (44,6 pri moških in 46,7 pri ženskah). Naselje ima 288 gospodinjstev, pri čemer je povprečno število članov na gospodinjstvo 2,89.
To naselje je, glede na rezultate popisa iz leta 2002, večinoma srbsko.
|  |

| Demografija | Demografija     | Demografija     |
| Leto        | Št. prebivalcev | Št. prebivalcev |
| ----------- | --------------- | --------------- |
|             |                 |                 |
|             |                 |                 |
|             |                 |                 |
|             |                 |                 |
| 1948        | 1156            |                 |
| 1953        | 1212            |                 |
| 1961        | 1201            |                 |
| 1971        | 1165            |                 |
| 1981        | 1132            |                 |
| 1991        | 1008            | 970             |
| 2002        | 888             | 831             |
|             |                 |                 |

| Etnična sestava po popisu iz leta 2002 | Etnična sestava po popisu iz leta 2002 | Etnična sestava po popisu iz leta 2002 | Etnična sestava po popisu iz leta 2002 | Etnična sestava po popisu iz leta 2002 |
| -------------------------------------- | -------------------------------------- | -------------------------------------- | -------------------------------------- | -------------------------------------- |
| Srbi                                   | Srbi                                   |                                        | 830                                    | 99,87%                                 |
| Črnogorci                              | Črnogorci                              |                                        | 1                                      | 0,12%                                  |
| Neznano                                | Neznano                                |                                        | 0                                      | 0,0%                                   |